# Джон Ман
Джон Ман (на английски: John Man) е английски историк, пътешественик и автор на произведения в жанра исторически роман и пътепис.

## Биография
Джон Антъни Гарнет Ман е роден на 15 май 1941 г. в Тентърдън, Англия. Завършва Кралското училище в Кентърбъри. Следва немска и френска филология в Кебъл Колидж на Оксфордския университет като пребивава и една година във Виена. После изкарва две следдипломни квалификации – по история на науката в Оксфорд, и по монголски език в Училището по ориенталски и африкански науки на Лондонския университет, който завършва през 1968 г.
След дипломирането си работи като журналист за „Ройтерс“ в Бон. После работи в списание „Историята на 20 век“, което го амбицира да прави собствени изследвания и публикации. Минава на свободна практика и пише за кино, телевизия и радио.
Първата му книга „Gobi: Tracking the Desert“ (Гоби: Прекосяване на пустинята) е издадена през 1997 г.
Автор е на признати и успешни биографии на Чингис хан, Атила и Кублай хан, както и книги за историята на азбуката и [Йоханес Гутенберг|Гутенберговата революция]] – изобряването на печатарската машина.
Обича да пътешества, най-вече из Монголия и Източна Азия, но е посещавал два пъти и България. Осиновил е българче.
През 2007 г. е удостоен с медал за приятелство на Монголия за приноса си към отношенията между Великобритания и Монголия.
Женен е за Тимбърлейк Уъртънбейкър, драматург и преводач.
Джон Ман живее със семейството си в Лондон.